# Onthophagus perpilosus
Onthophagus perpilosus es una especie de insecto del género Onthophagus, familia Scarabaeidae, orden Coleoptera.

Fue descrita científicamente por MacLeay en 1871.